# 魷魚公廟
24°58′47″N 121°55′35″E / 24.979777°N 121.926365°E
魷魚公廟，或稱草嶺古道埡口土地公廟，是位於臺灣新北市貢寮區福隆里草嶺古道埡口處的土地祠，因土地公配祀二位土地婆而引起注目。

## 歷史沿革
建廟傳說是台灣清治時期某人於草嶺古道的陷阱掛上魷魚乾。獵人回來後，驚覺原先在山區捕兔的陷阱居然捕到魷魚，且還曬成魷魚乾。消息傳開後，人們遂認為是神明顯靈，隨即集資在古道邊興建這名叫「魷魚公廟」的小廟。
媒體稱為「草嶺古道埡口土地公廟」的此祠，占地約1坪，位在為草嶺古道最高點，也是宜蘭縣、新北市的交界處，距離宜蘭縣頭城鎮大里天公廟約3公里。該處北屬於貢寮區福隆里；南屬於頭城鎮大里里。附近有虎字碑。此廟作為保佑來往行人之用。登山客經過埡口時常在此廟留下零錢當香油錢。在1990年報導時說近期，原先古樸的廟身被人漆上紅、綠色當裝飾，連裡面的土地公、土地婆石像也被漆得金光閃閃。門聯為：「公老尊萬古；神正享千秋。」
2014年土地婆被竊，因東北角暨宜蘭海岸國家風景區大里站派員找不到土地婆像，頭城鎮前大里里里長尤添丁遂從中國大陸訂做新的土地婆神像，置入該廟中。但2016年11月17日下午，東北角風管處清潔工在此廟200公尺外半山腰撿垃圾，意外在草叢發現失蹤兩年的舊土地婆神像。因土地婆神像布質披風完整，研判棄置時間不長，可能是之前被人請回供奉。獲風管處駐警隊長許源豊告知的大里里長楊清淵，就偕同道士上山，在得到此廟的土地公聖筊後，選定良辰吉時，將舊土地婆神像放置於土地公與新土地婆神像的前方。「一夫二妻」的現象，引起過路遊客好奇。
對此現象，東北角風景區管理處處長方正光希望這三尊神明庇護古道的遊客。楊清淵說就讓土地公決定兩位土地婆誰大誰小；他也解釋這是特殊狀況，各界勿過度解讀。這現象有意湊成的則有四結福德廟、鹿港福德宮；相反版的有下厝福德祠。

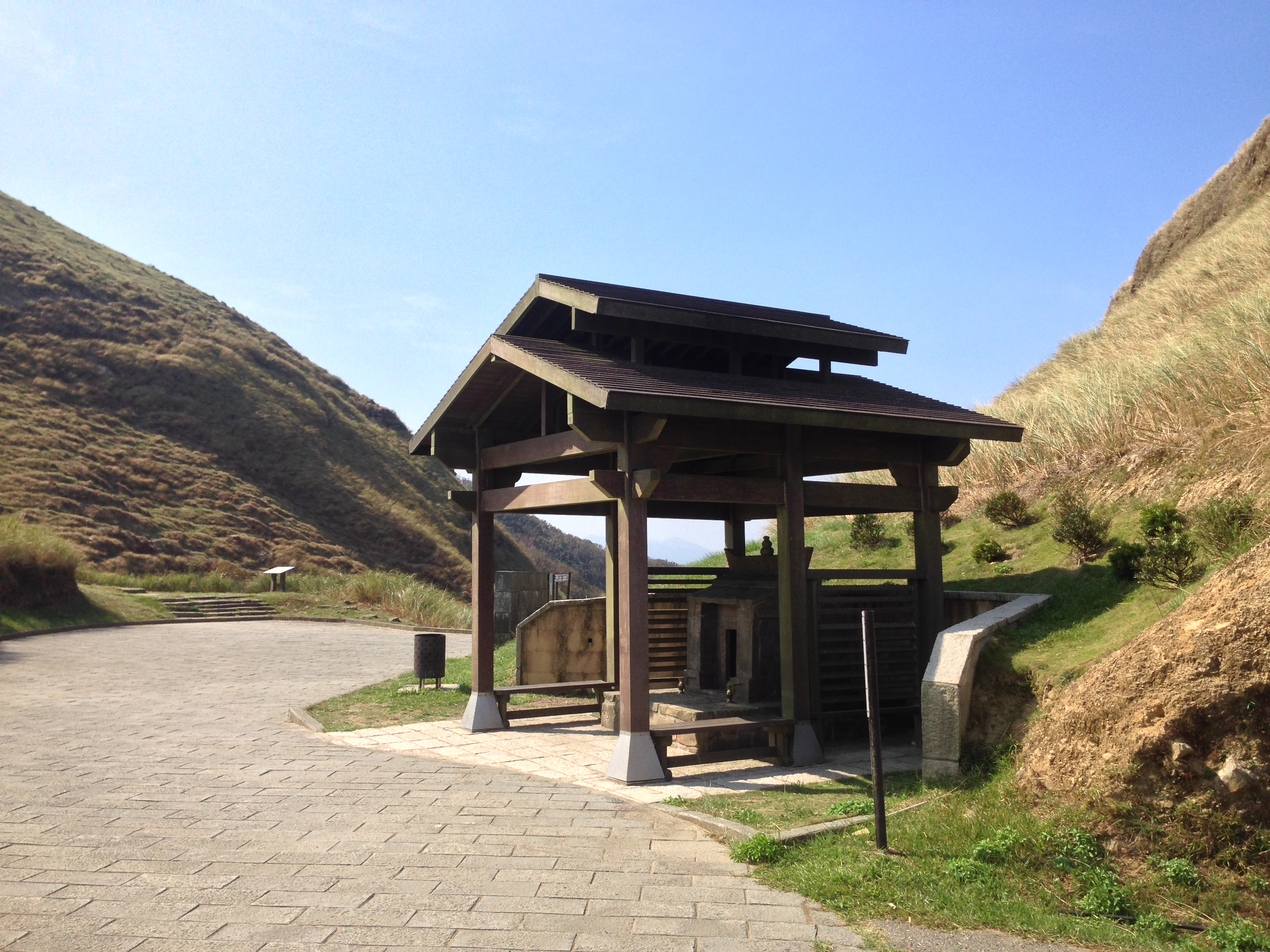
廟與埡口
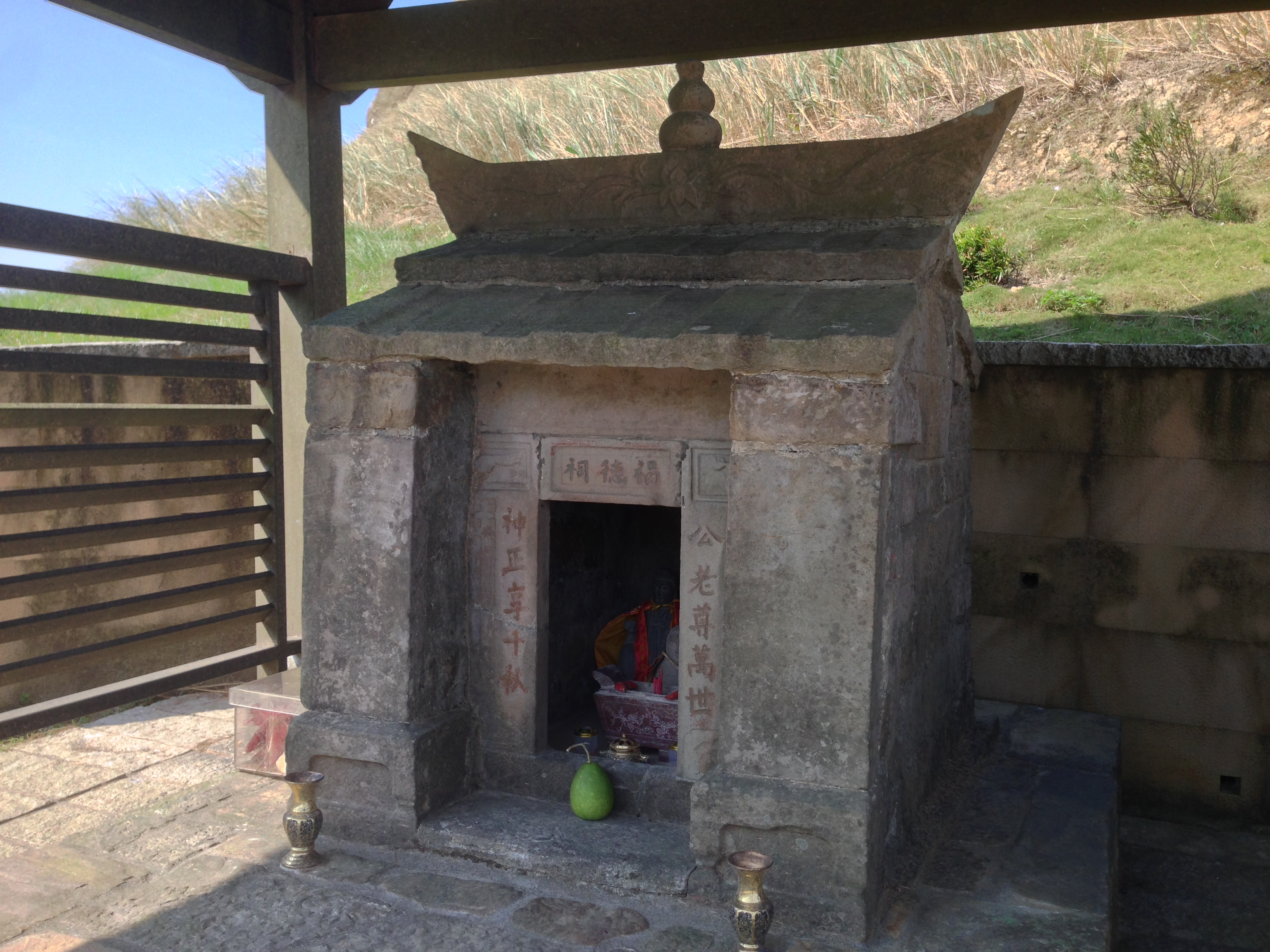
廟身
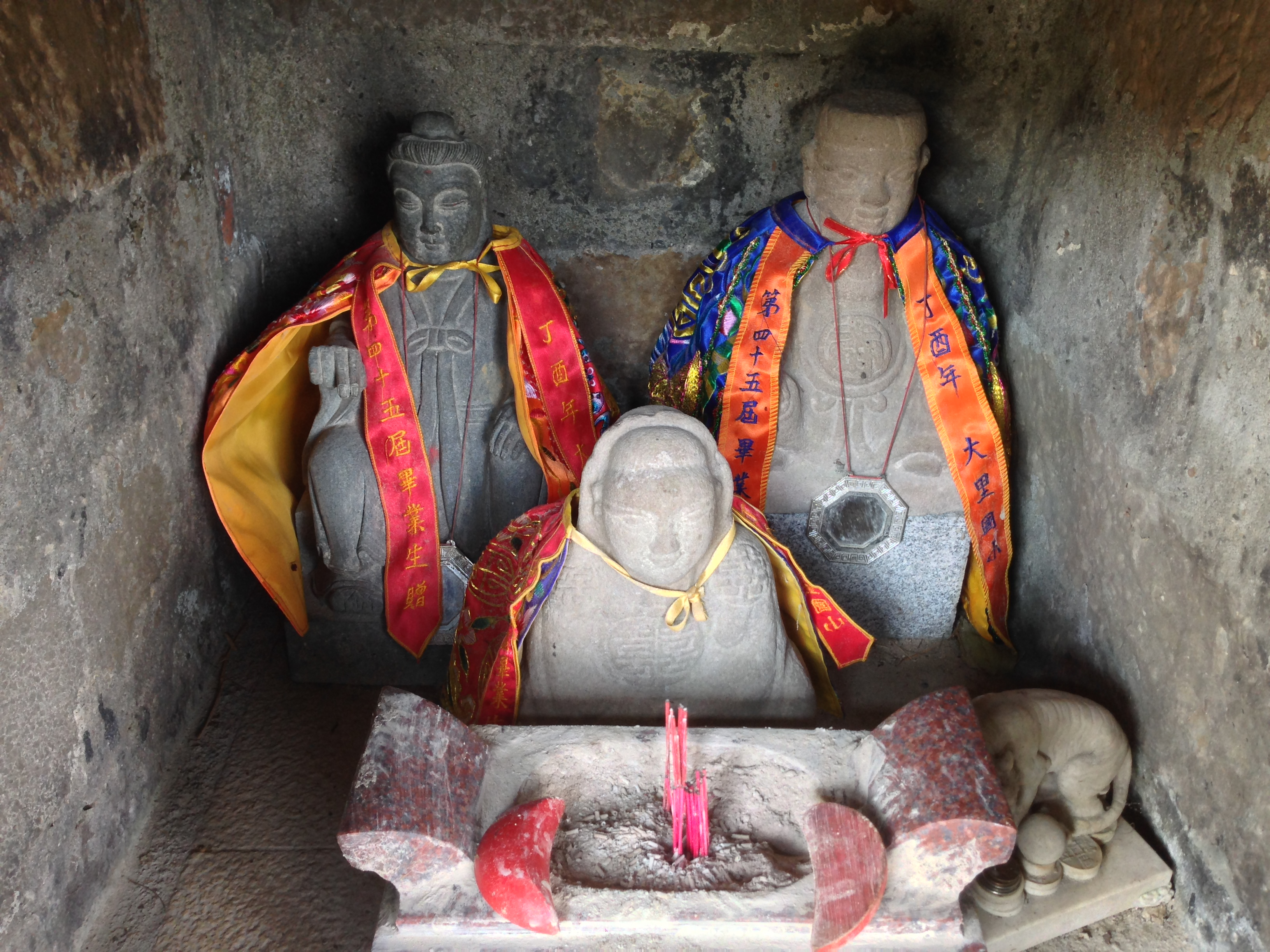
神像
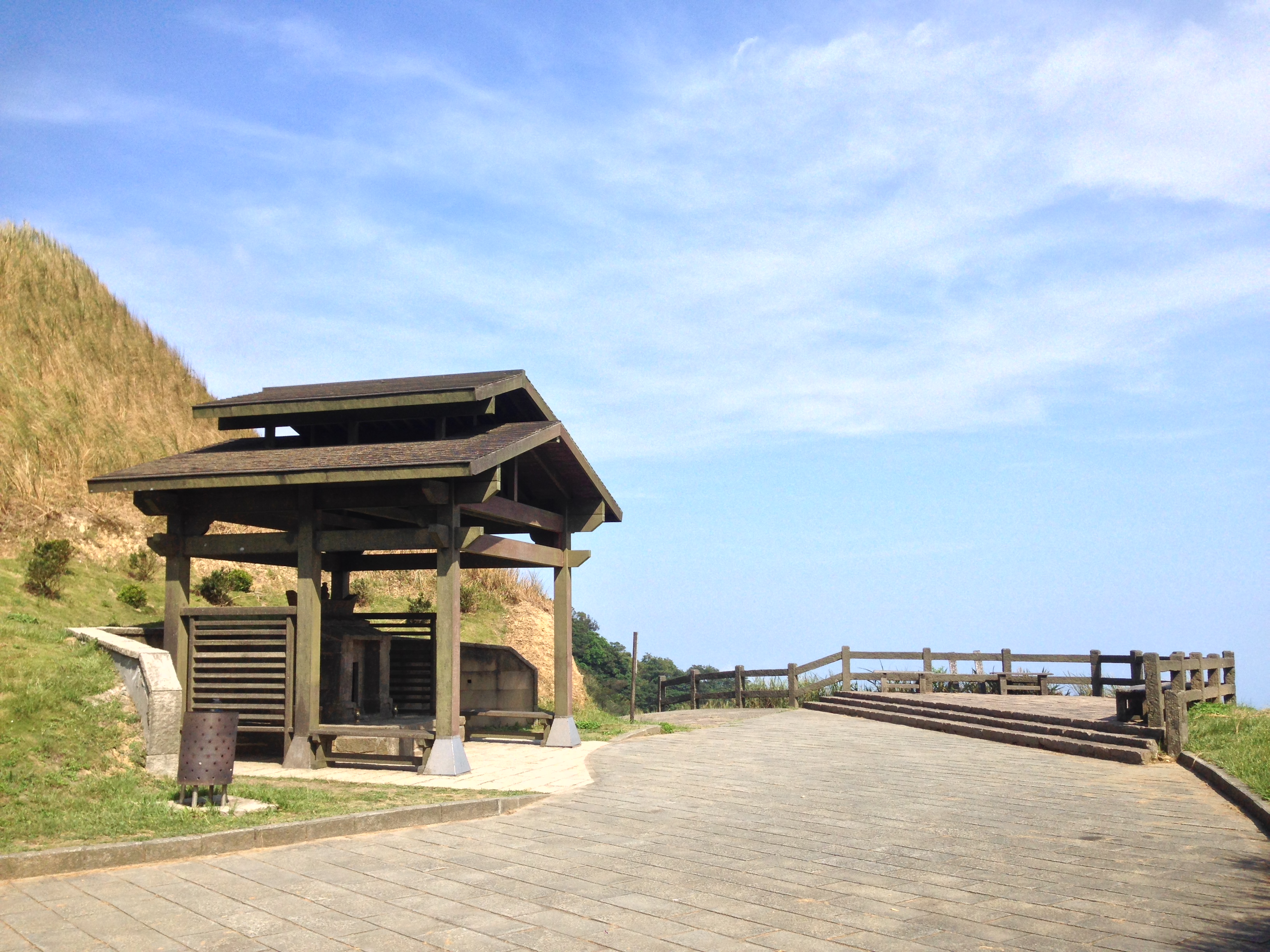
廣場